# Angelika Roberts
Angelika Roberts, född 12 augusti 1969, är en svensk skådespelare. Roberts är gift och har ett barn.

## Filmografi roller i urval
- 1999 – Noll tolerans
- 2002 – Utanför din dörr
- 2005 – Den utvalde

## Teater
- 1993 - Sunes tjejtrassel (som Maria Perez)[1]